# Нововолынский молокозавод
Нововолынский молокозавод (укр. Нововолинський молокозавод) — предприятие молочной промышленности в городе Нововолынск Волынской области.

## История
Молокозавод был построен в соответствии с семилетним планом развития народного хозяйства СССР и введён в эксплуатацию в 1965 году, в 1966 году он вышел на проектную мощность (20 тонн молочной продукции за смену).
В 1969 году производственные мощности завода обеспечивали переработку 17 тыс. тонн молока в год, поставки которого обеспечивали молочные фермы колхозов Иваничевского и других районов Волынской области. Ассортимент выпускаемой молочной продукции составлял свыше 30 наименований.
В целом, в советское время завод входил в число ведущих предприятий города.
В октябре 1992 года Нововолынский молокозавод (ранее входивший в состав Волынского областного объединения молочной промышленности) был передан в коммунальную собственность Волынской области.
В июле 1995 года Кабинет министров Украины утвердил решение о приватизации молокозавода. В дальнейшем государственное предприятие было преобразовано в открытое акционерное общество, а позднее - в общество с ограниченной ответственностью.

## Современное состояние
Завод производит молоко, кефир, сметану, брынзу, творожные сырки, йогурт, сыр и казеин.